# Peršolja
Peršolja je priimek več znanih Slovencev:
- Borut Peršolja, geograf, naravovarstvenik, publicist, gorski vodnik, fotograf
- Dejan Peršolja (*1946), vinar
- Aleksander Peršolja (*1944), pesnik, kulturni organizator
- Ivan Peršolja, enolog, sommelier
- Jasna Majda Peršolja (*1944), lokalna zgodovinarka, etnološka zbiralka (folkloristka)
- Jožef Peršolja (1912—1944), aktivist OF in partizan
- Lovrenc Peršolja, manjšinski delavec v zamejstvu
- Ludvik Peršolja (*1995), namiznoteniški igralec

- Marija Gracija Peršolja (*1949), slikarka
- Miro(slav) Peršolja, umetni kovač
- Patricija Peršolja (*1967), pesnica, pisateljica; logopedinja, surdopedagoginja
- Silvan Peršolja (*1960), vinar, enolog, direktor Kleti Brda
- Tatjana Peršolja Hohnec/Tanja Hohnec (*1966), etnologinja, konservatorka
- Tomaž Peršolja, kriminalist